# Bezirk Boudry
Der District de Boudry war bis am 31. Dezember 2017 ein Bezirk des Kantons Neuenburg in der Schweiz.
Zum Bezirk gehörten folgende Gemeinden (Stand: 1. Januar 2016):
| Wappen                 | Name der Gemeinde      | Einwohner (31. Dezember 2017) | Fläche in km² | Einw. pro km² |
| ---------------------- | ---------------------- | ----------------------------- | ------------- | ------------- |
| Bevaix                 | Bevaix                 | 3784                          | 10,70         | 354           |
| Boudry                 | Boudry                 | 6124                          | 16,76         | 365           |
| Corcelles-Cormondrèche | Corcelles-Cormondrèche | 4740                          | 4,85          | 977           |
| Cortaillod             | Cortaillod             | 4774                          | 3,68          | 1297          |
| Fresens                | Fresens                | 252                           | 1,59          | 158           |
| Gorgier                | Gorgier                | 2021                          | 13,99         | 144           |
| Milvignes              | Milvignes              | 9008                          | 8,78          | 1026          |
| Montalchez             | Montalchez             | 240                           | 6,40          | 38            |
| Peseux                 | Peseux                 | 5825                          | 3,39          | 1718          |
| Rochefort              | Rochefort              | 1266                          | 25,85         | 49            |
| Saint-Aubin-Sauges     | Saint-Aubin-Sauges     | 2399                          | 7,70          | 312           |
| Vaumarcus              | Vaumarcus              | 268                           | 1,77          | 151           |
| Total (12)             | Total (12)             | 40'701                        | 105,46        | 386           |

## Veränderungen im Gemeindebestand

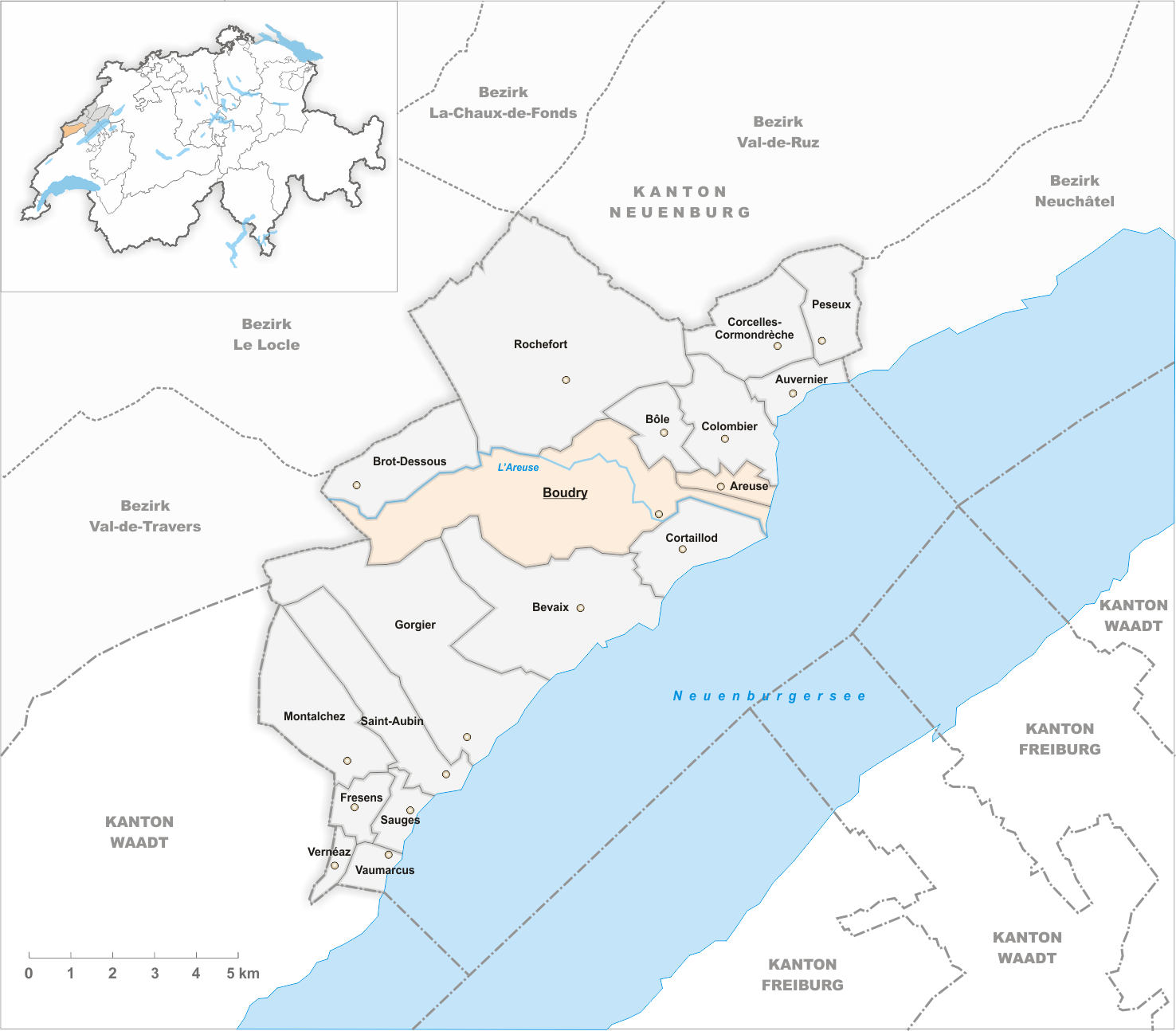
Gemeinden bis 1869
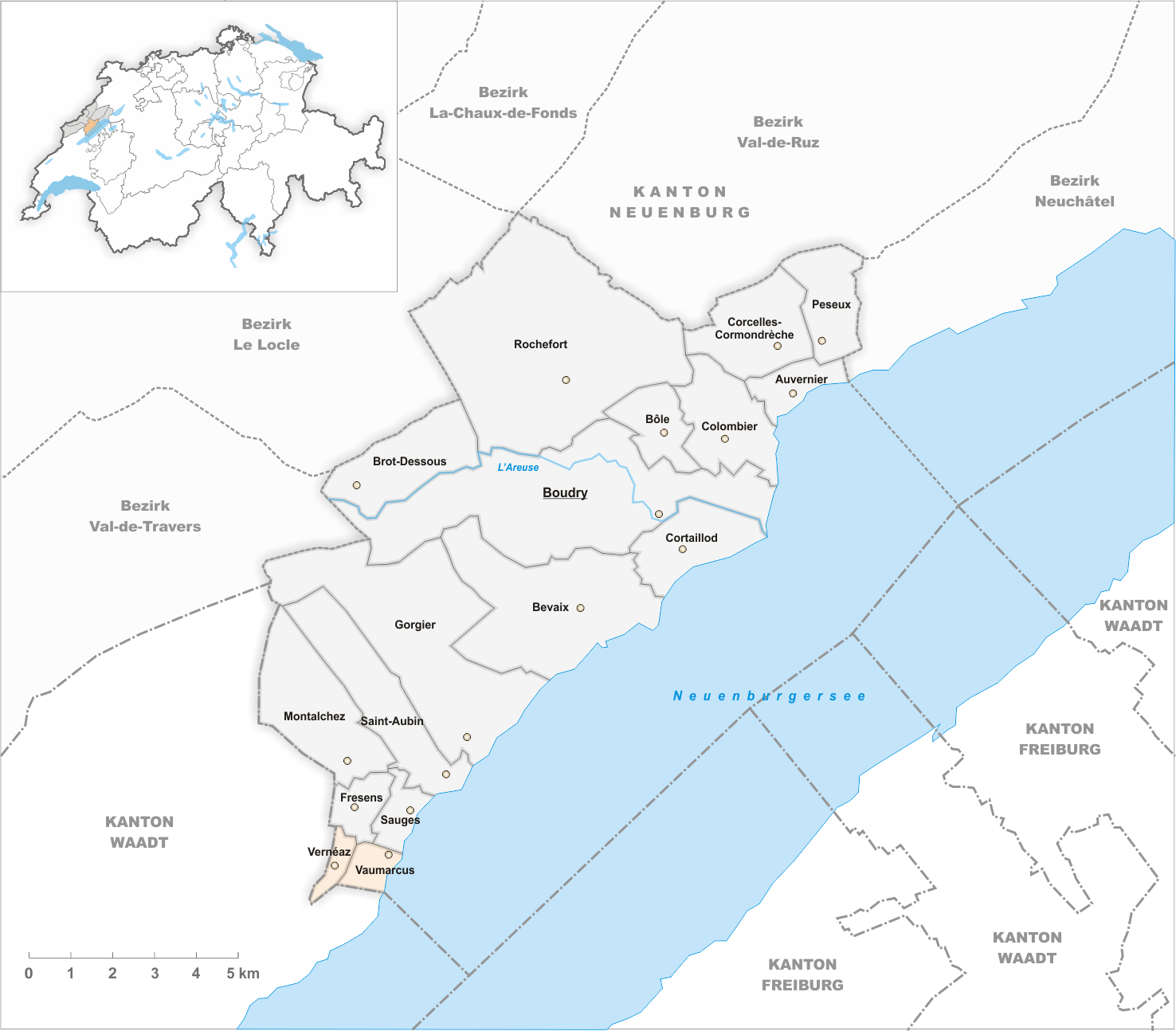
Gemeinden bis 1874
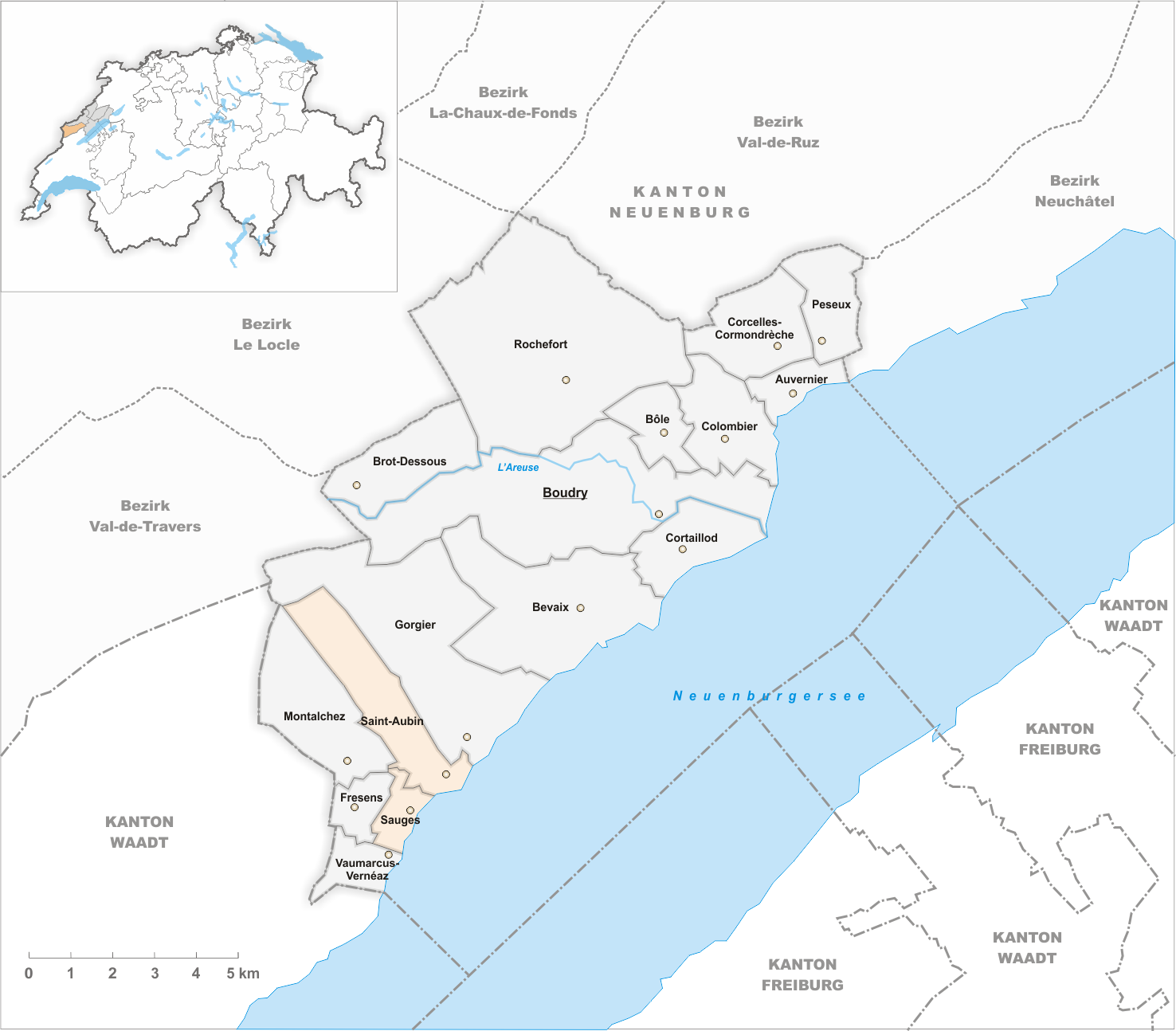
Gemeinden bis 1887
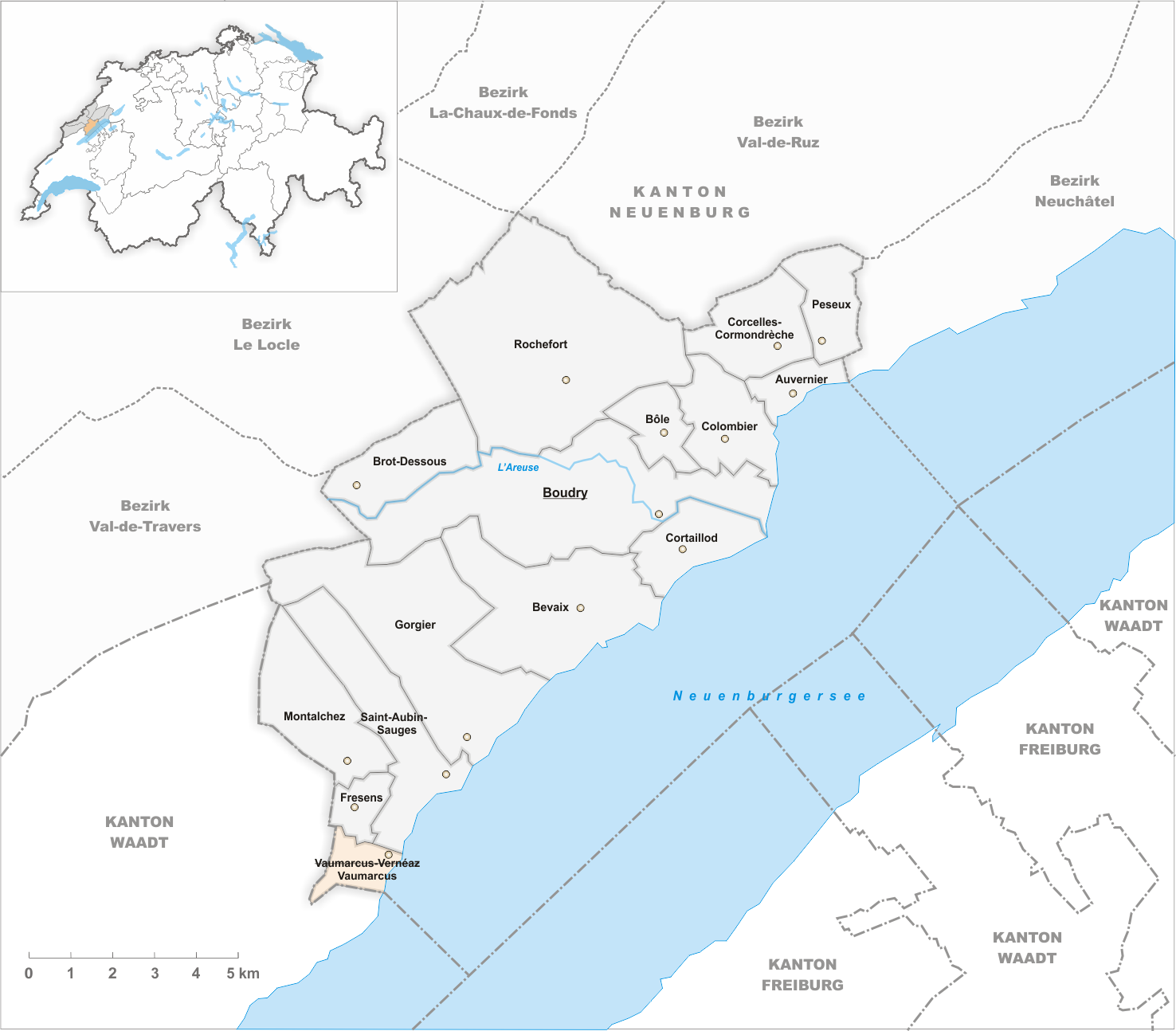
Gemeinden bis 1965
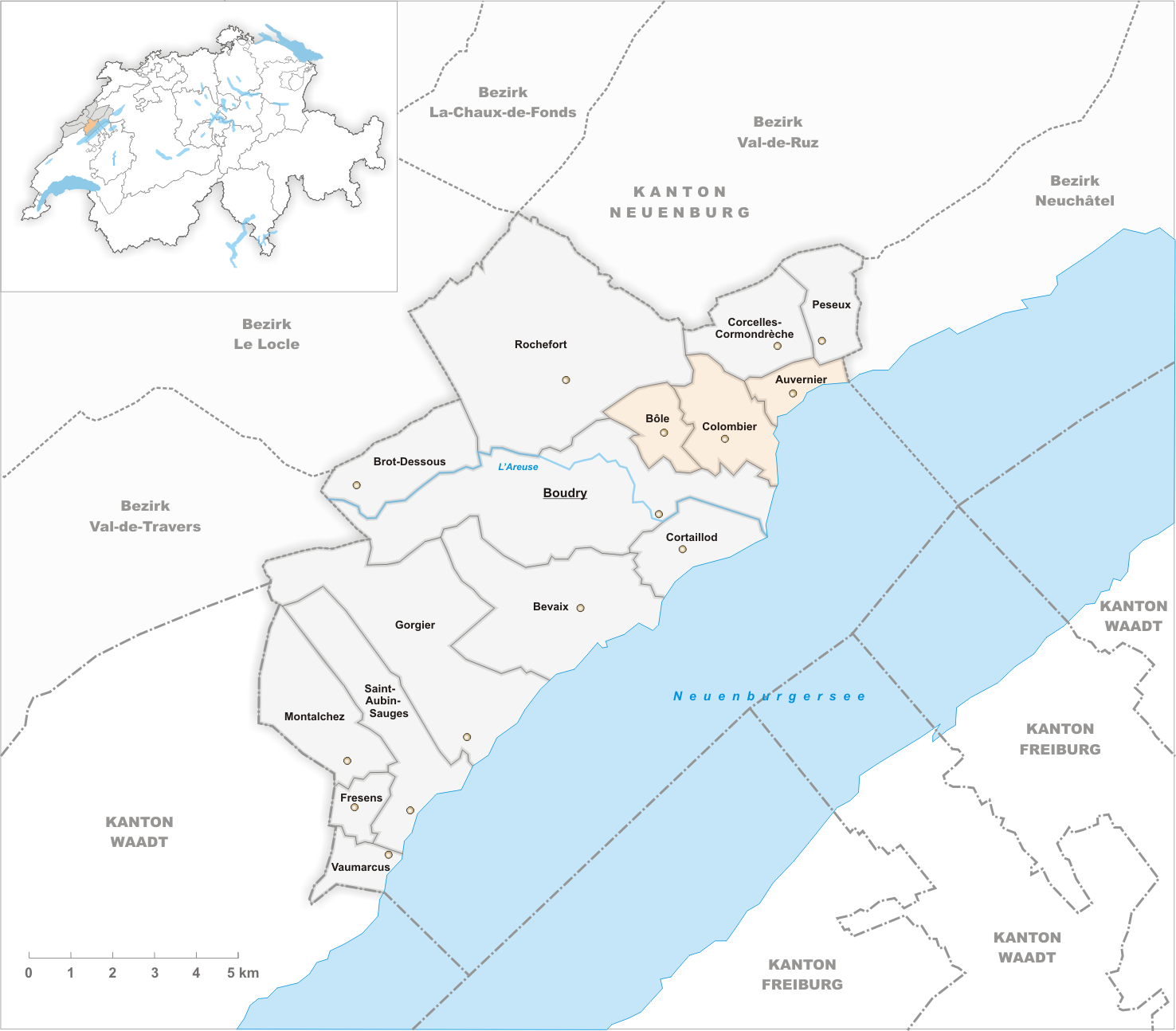
Gemeinden bis 2012
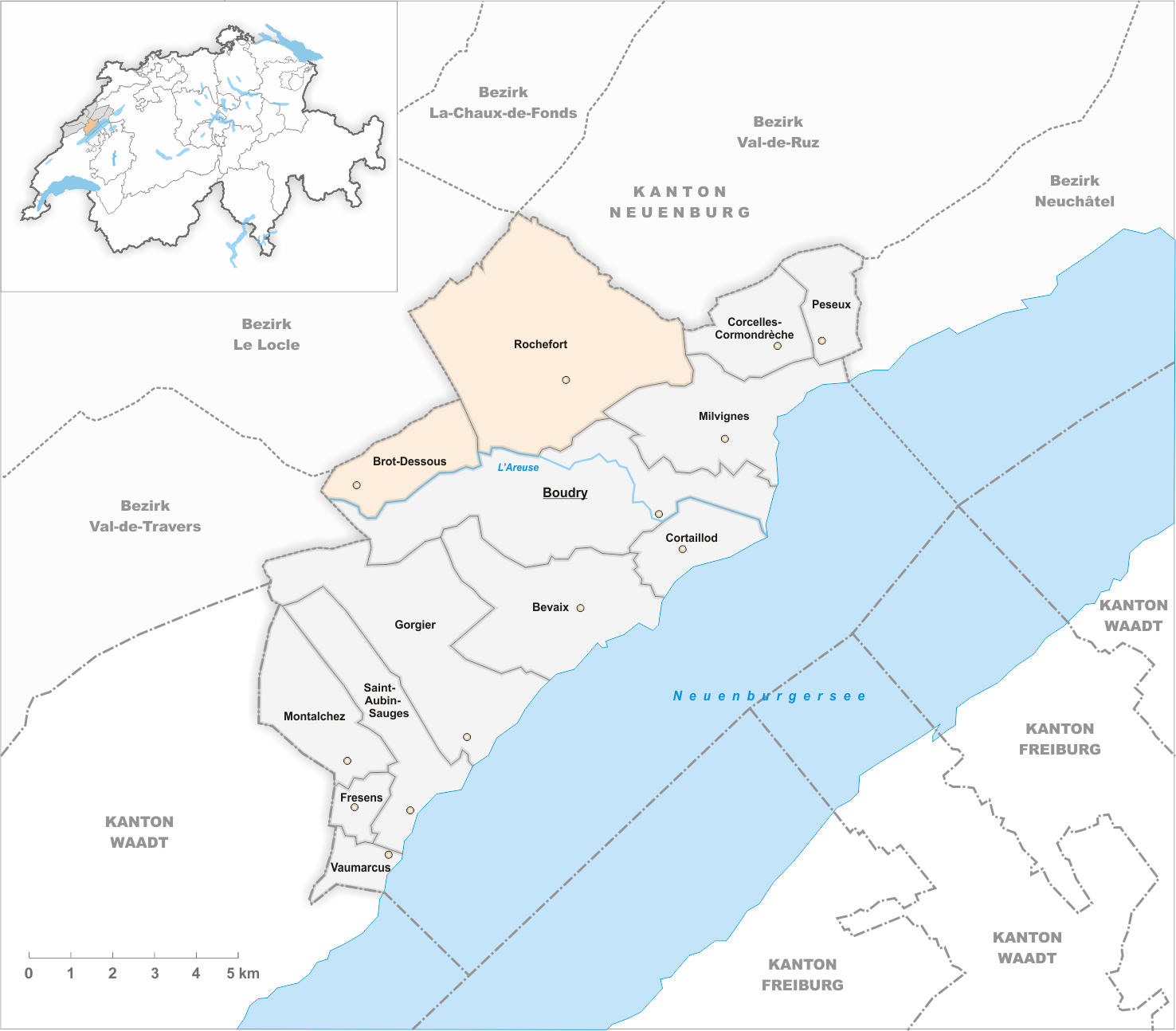
Gemeinden bis 2015

- 1870: Fusion Areuse und Boudry  →  Boudry
- 1875: Fusion Vaumarcus und Vernéaz  →  Vaumarcus-Vernéaz
- 1888: Fusion Saint-Aubin und Sauges  →  Saint-Aubin-Sauges

- 1966: Namensänderung von Vaumarcus-Vernéaz  →  Vaumarcus

- 2013: Fusion Auvernier, Bôle und Colombier  →  Milvignes
- 2016: Fusion Brot-Dessous, Rochefort  →  Rochefort